# Mihaela Fileva
Mihaela Fileva nació el (15 de mayo de 1991), es una cantante de Bulgaria. Ella saltó a la fama con su single 2013 Opasno Blizki.

## Biografía
Fileva nació en Veliko Tarnovo el 15 de mayo de 1991. Comenzó a tocar el piano a la edad de 6 años, pero pronto descubrió que su talento estaba cantando. Ella formó parte del espectáculo musical "Hit-1" en 2006. Estudió en NMI "Pancho Vladigerov".

## Discografía
- Inkognito (2015)
- Nova Stranitsa (2018)